# Nipponatys
Nipponatys is een geslacht van weekdieren uit de klasse van de Gastropoda (slakken).

## Soorten
- Nipponatys tumidus Burn, 1978
- Nipponatys volvulina (A. Adams, 1862)